# سيزار فرانك
سيزار فرانك (بالفرنسية: César Franck)‏ (و. 1822 – 1890 م) هو ملحن، وعازف الأرغن، ومعلم موسيقى، وعازف بيانو، وأستاذ جامعي من فرنسا . ولد في لييج.
توفي في باريس.

## التعليم
تعلم في Conservatoire national supérieur de musique et de danse

## أعمال بارزة
من أهم أعماله:
- Prelude, Chorale and Fugue
- Les Béatitudes.

## مناصب وهيئات
أدار Conservatoire national supérieur de musique et de danse.

## جوائز
حصل على جوائز منها:
- فارس وسام جوقة الشرف (6 أغسطس 1885).

## روابط خارجية
- سيزار فرانك على موقع IMDb (الإنجليزية)
- سيزار فرانك على موقع الموسوعة البريطانية (الإنجليزية)
- سيزار فرانك على موقع ألو سيني (الفرنسية)
- سيزار فرانك على موقع ميوزك برينز (الإنجليزية)
- سيزار فرانك على موقع أول موفي (الإنجليزية)
- سيزار فرانك على موقع قاعدة بيانات الأفلام السويدية (السويدية)
- سيزار فرانك على موقع إن إن دي بي (الإنجليزية)
- سيزار فرانك على موقع أول ميوزيك (الإنجليزية)
- سيزار فرانك على موقع ديسكوغز (الإنجليزية)